# 862 Franzia
862 Franzia este o planetă minoră ce orbitează Soarele, descoperit în 1917, de astronomul german Max Wolf.

## Caracteristici
Obiectul are un diametru mediu de circa 27,26 km. Prezină o orbită caracteizată de o semiaxă majoră egală cu 2,8025457 UA și de o excentricitate de 0,0827267, înclinată cu 13,89578° în raport cu ecliptica.

## Denumire
A primit numele în onoarea lui Franz Wolf, fiul descoperitorului.